# Cryptocephalus ochroleucus
Cryptocephalus ochroleucus es una especie de insecto coleóptero de la familia Chrysomelidae. Fue descrita científicamente en 1859 por Fairmaire.